# Fucsia
El fucsia, a veces llamado fiusha o fushia en México, (de Leonhart Fuchs, médico y botánico alemán, 1501-1566) es un color magenta o rosa intenso cuya inspiración originaria es la coloración de los sépalos de las flores del arbusto Fuchsia magellanica, llamado fucsia, chilco y aljaba, entre otros nombres. A pesar de que este color tiene un referente específico —la coloración de los sépalos de la fucsia—, en el uso corriente no se encuentra definido, por lo que su representación puede tener variaciones.
En los modelos RGB y CMY(K), el fucsia es el color complementario al verde-cian, el cual se percibe con una fotorrecepción de luz con longitud de onda dominante entre 498 y 529 nm.
El color fucsia está comprendido en los acervos iconolingüísticos tradicionales de las culturas de Centroamérica y Suramérica, y de Europa.

## Relación con la fucsina y el color magenta

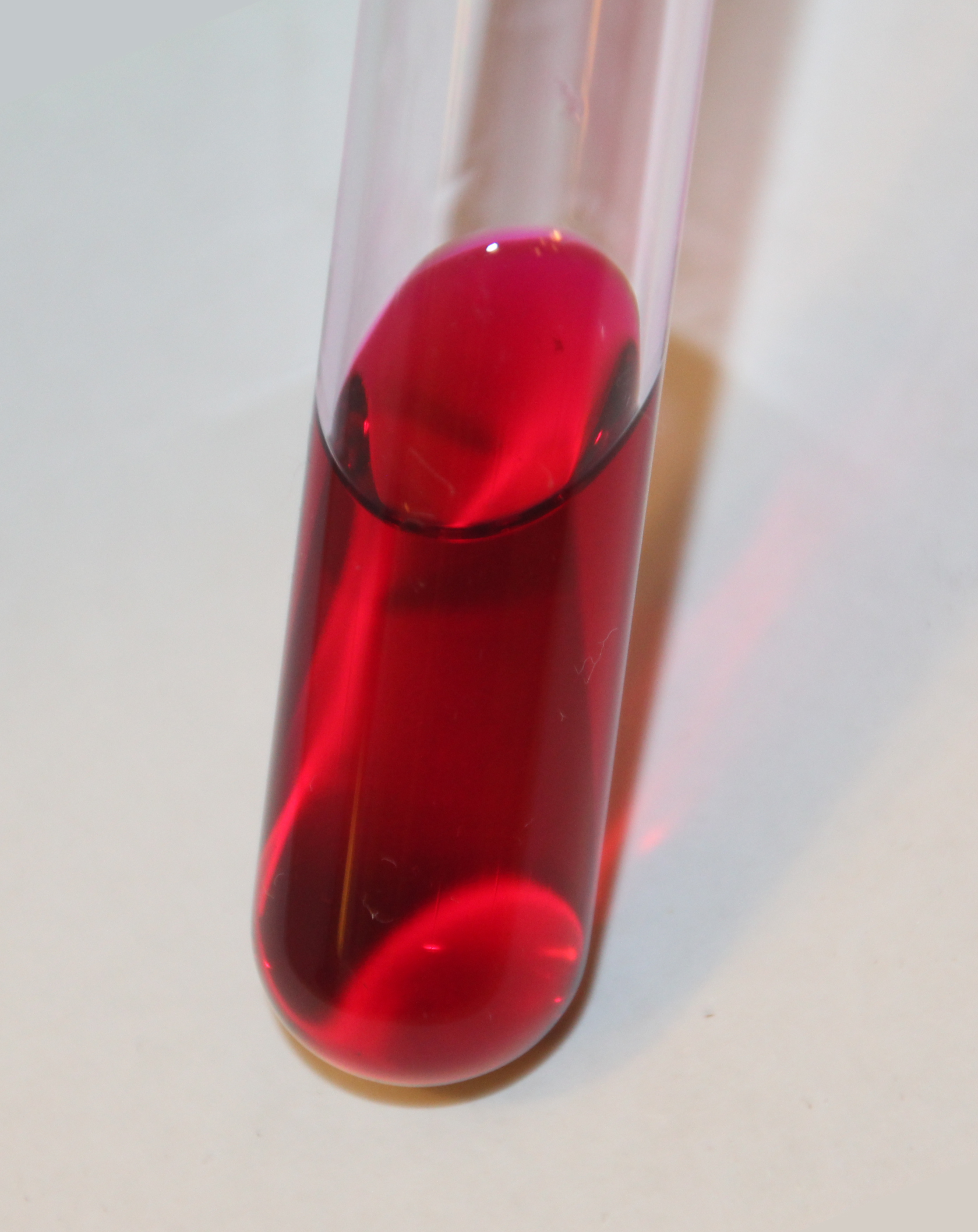
Solución acuosa del colorante fucsina.

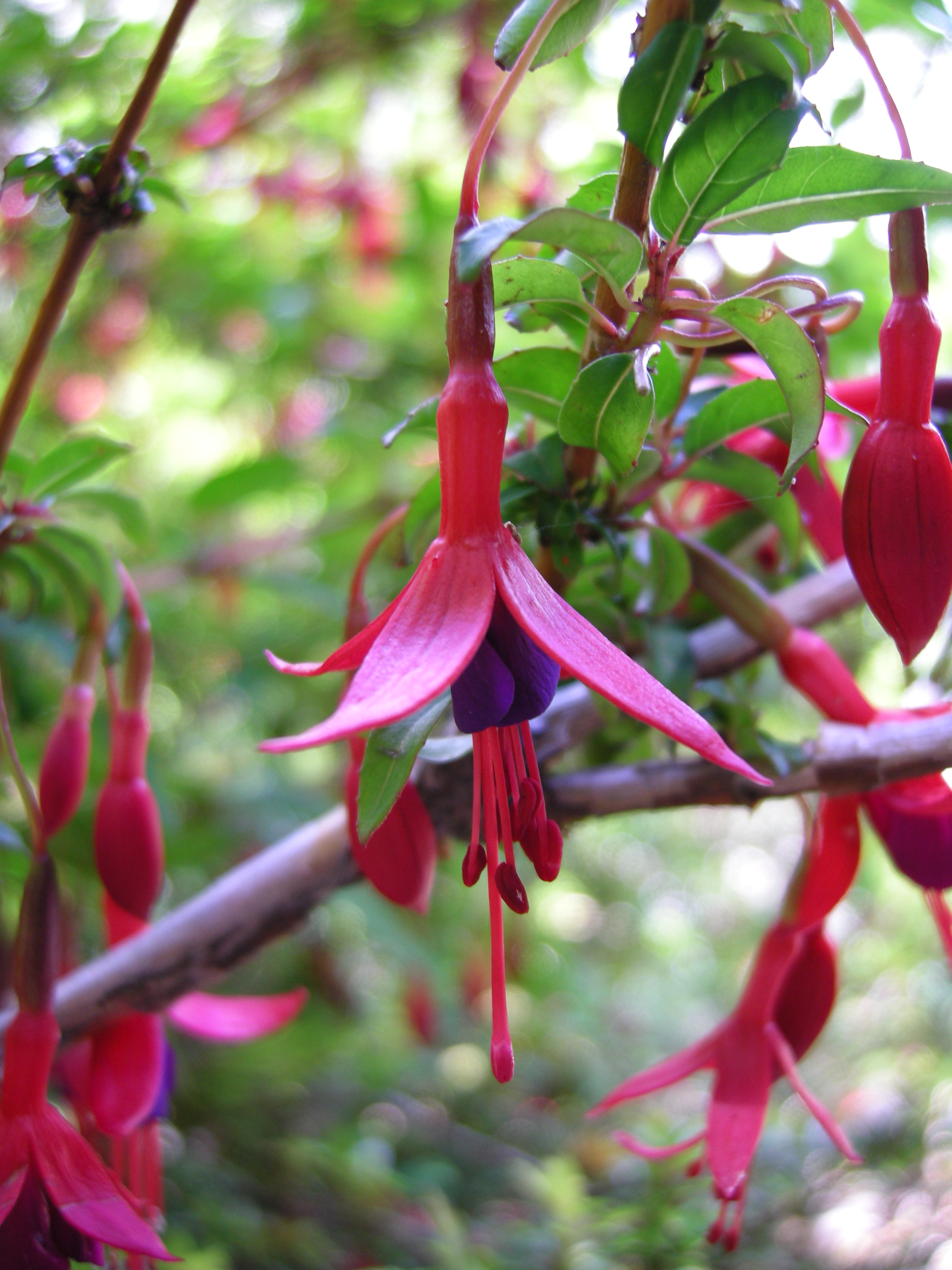
La variedad silvestre más típica de Fuchsia magellanica son la sugerencia de origen de este color

«Fucsia» fue la denominación original de la fucsina, colorante artificial descubierto en 1858, que sobre lana y seda daba un color similar al de las flores de la fucsia; pero al año siguiente fue reemplazado por «magenta» en alusión a la sangre derramada en la batalla de Magenta, ocurrida en la localidad lombardo-véneta de Magenta, en Italia.
Actualmente magenta y fucsia siguen siendo utilizados como sinónimos, sin embargo, el uso del magenta lo ha definido como un color primario en el modelo CMYK, lo que le da otra connotación.

## Círculo cromático, color extraespectral y color web

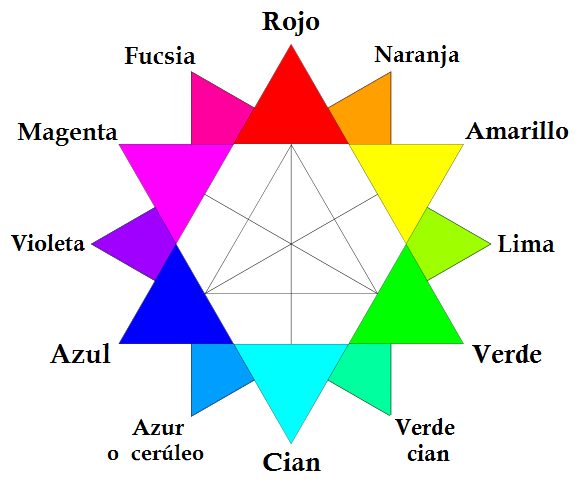
Círculo cromático RGB.

Los tonos fucsias tienen la característica de no ser espectrales y típicamente poseen gran colorido (están saturados), lo que les permite situarse en el segmento extraespectral del círculo cromático natural (RGB), precisamente entre colores que sí son espectrales (entre el violeta y el rojo). 
En el círculo cromático aditivo de 12 colores de la imagen, los colores no espectrales son técnicamente dos fucsias: el fucsia web o magenta y el fucsia que es intermedio con el rojo.
A continuación, ejemplos de fucsias saturados y extraespectrales que pueden formar parte de un círculo cromático continuo:
|           | Fucsia X11 o magenta HTML           | Fucsia (inespecífico) | Fucsia de moda o cereza Hollywood | Fucsia o rosa intenso | Rojo fucsia      |
| HTML      | #FF00FF                             | #FF00C4               | #F400A1                           | #FF0080               | #FF005A          |
| RGB       | (255, 0, 255)                       | (255, 0, 196)         | (244, 0, 161)                     | (255, 0, 128)         | (255, 0, 90)     |
| HSV       | (300°, 100, 100)                    | (314°, 100, 100)      | (320°, 100, 96)                   | (330°, 100, 100)      | (339°, 100, 100) |
| Protocolo | Fuchsia web: CSS / HTML / VGA / X11 | [ 8 ]                 | Fashion fuchsia, Hollywood        | [ 1 ]                 | [ 6 ]            |

## Ejemplos de fucsia
Algunas otras muestras de este color:
| Nombre                 | Muestra | Cod. Hex. | RGB | RGB | RGB | HSV  | HSV | HSV  |
| ---------------------- | ------- | --------- | --- | --- | --- | ---- | --- | ---- |
| Fucsia pálido          |         | #FFC0EB   | 255 | 192 | 235 | 319° | 25% | 100% |
| Fucsia rosado          |         | #E68FAC   | 230 | 143 | 172 | 340° | 38% | 90%  |
| Fucsia francés         |         | #FD3F92   | 253 | 63  | 146 | 334° | 75% | 99%  |
| Fucsia, magenta o rubí |         | #CE4676   | 206 | 70  | 118 | 339° | 66% | 81%  |
| Fucsia púrpura         |         | #CC397B   | 204 | 57  | 123 | 333° | 72% | 80%  |

## Galería

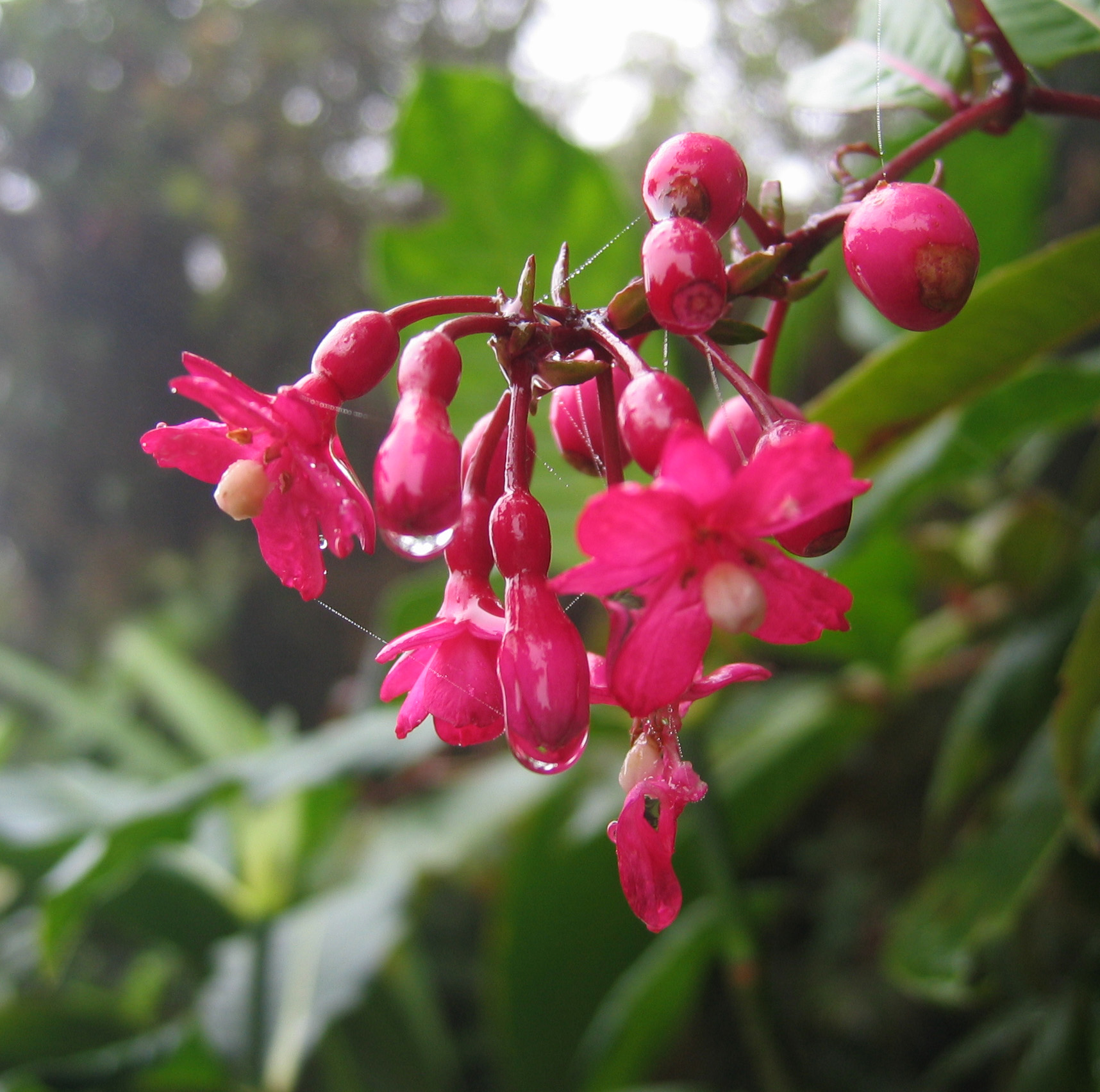
Flores de la especie Fuchsia jimenezii
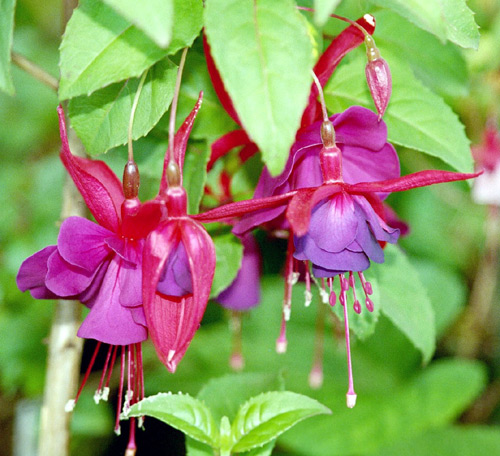
Flores de color fucsia púrpura
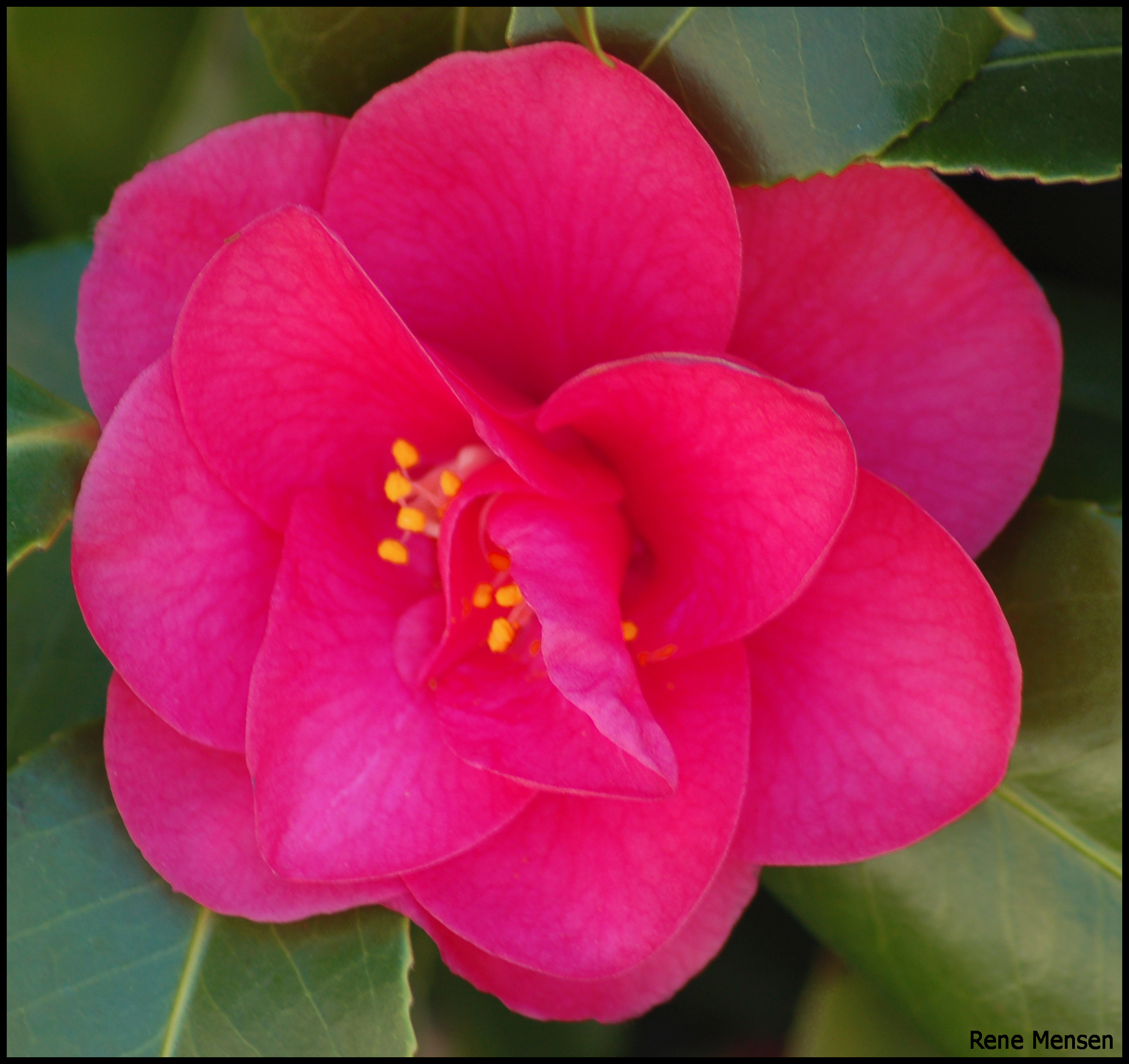
Una camelia
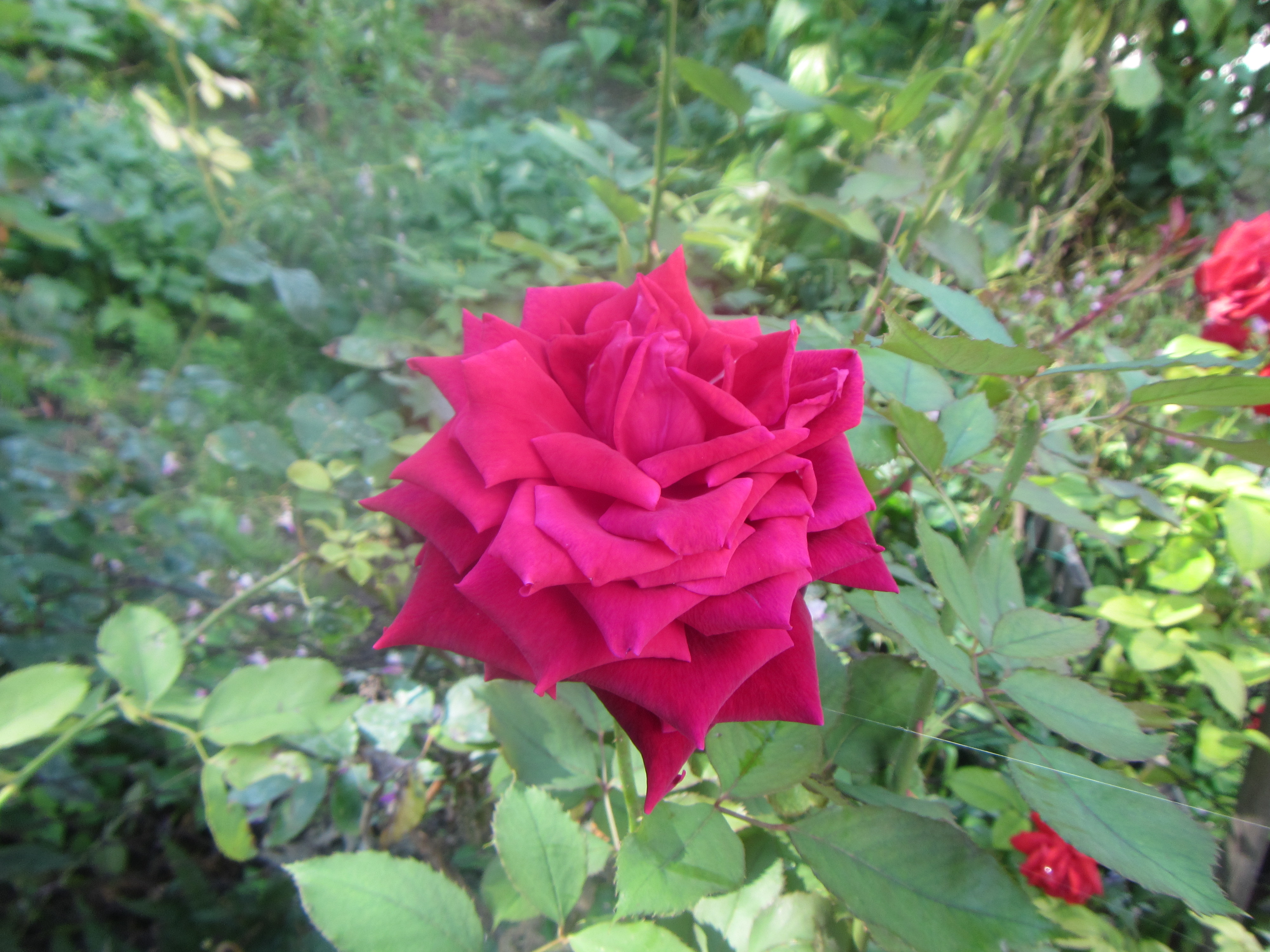
Rosa fucsia
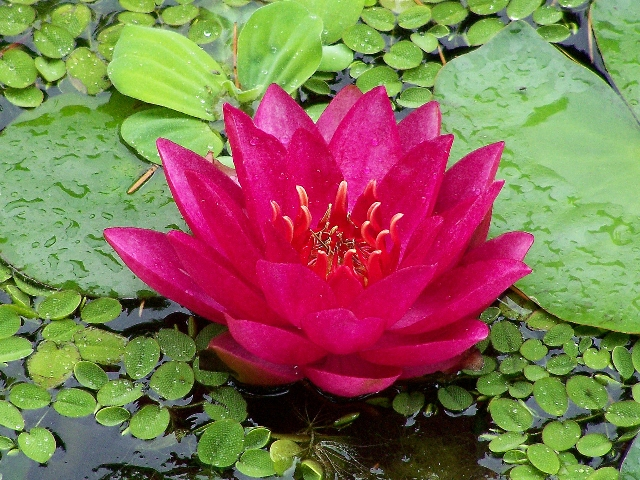
Flor de la planta acuática Nymphaea
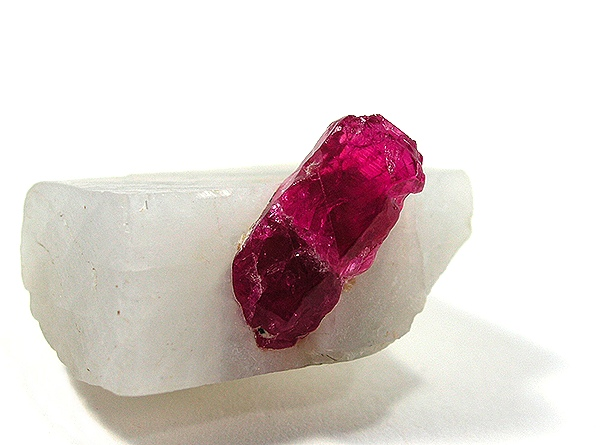
Un rubí
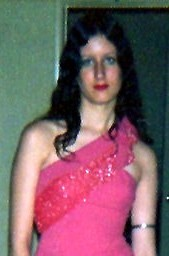
Moda glam rock de los años 1970
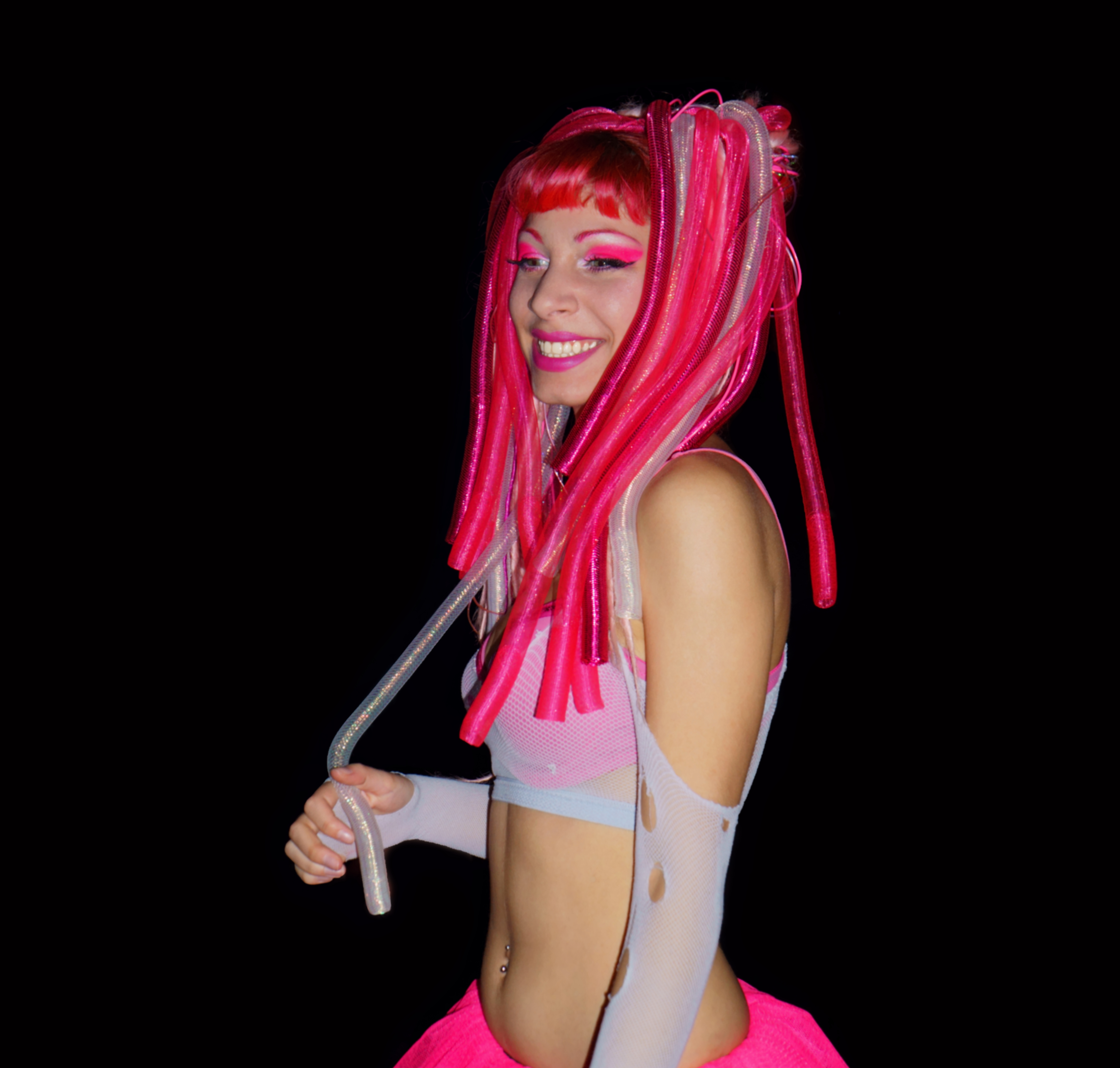
Moda cybergoth  en el cabello, maquillaje e indumentaria
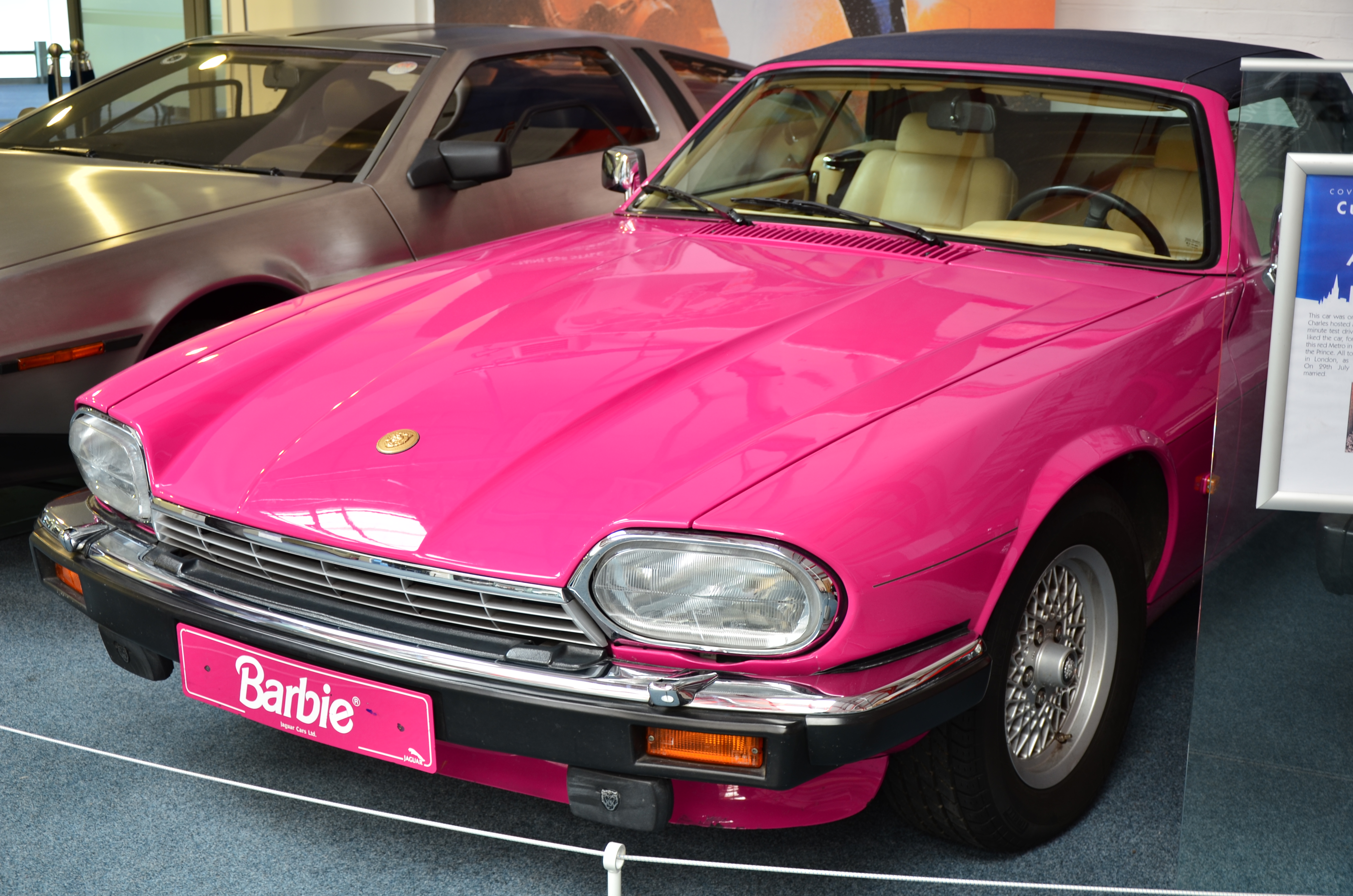
Jaguar XJ-S Barbie